# Дмитрово (Радогощинское сельское поселение)
Дмитрово — деревня в Ефимовском городском поселении Бокситогорского района Ленинградской области.

## История
Смежный с деревней Койгушской погост упоминается на карте Новгородского наместничества 1792 года А. М. Вильбрехта.
Деревня Заовражье обозначена на семитопографической карте Новгородской губернии 1847 года.

ДМИТРОВО (ЗАОВРАЖЬЕ) — деревня Емельяновского общества, прихода Койгушского погоста.

Крестьянских дворов — 9. Строений — 11, в том числе жилых — 9. Жители занимаются рубкой, возкой и сплавом леса.

Число жителей по семейным спискам 1879 г.: 25 м. п., 31 ж. п.; по приходским сведениям 1879 г.: 25 м. п., 31 ж. п.

В конце XIX — начале XX века деревня административно относилась к Борисовщинской волости 5-го земского участка 3-го стана Тихвинского уезда Новгородской губернии.

ДМИТРОВО (ЗАОВРАЖЬЕ) — деревня Емельяновского общества, дворов — 12, жилых домов — 12, число жителей: 45 м. п., 39 ж. п.
 
Занятия жителей — земледелие. Озеро Белое. Смежна с погостом Койгушским. (1910 год)

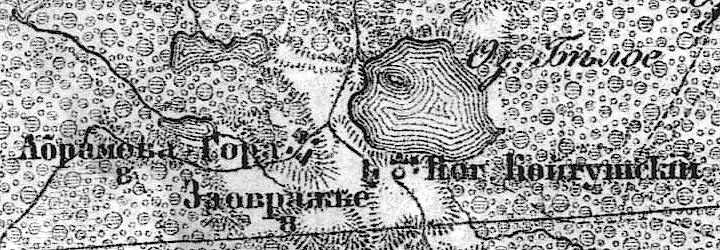
Деревня Дмитрово на карте 1917 года

Согласно военно-топографической карте Новгородской губернии издания 1917 года деревня называлась Заовражье и состояла из 8 крестьянских дворов.
С 1917 по 1918 год деревня Дмитрово входила в состав Борисовщинской волости Тихвинского уезда Новгородской губернии. 
С 1918 года в составе Череповецкой губернии.
С 1927 года в составе Абрамогорского сельсовета Ефимовского района.
В 1928 году население деревни составляло 134 человека.
По данным 1933 года деревня Дмитрово входила в состав Абрамовогорского вепсского национального сельсовета Ефимовского района.
С 1965 года в составе Бокситогорского района.
По данным 1966 и 1973 годов деревня Дмитрово также входила в состав Абрамогорского сельсовета Бокситогорского района.
По данным 1990 года деревня Дмитрово входила в состав Радогощинского сельсовета.
В 1997 году в деревне Дмитрово Радогощинской волости проживали 3 человека, в 2002 году — также 3 человека (все русские).
В 2007 году в деревне Дмитрово Радогощинского СП проживали 2 человека, в 2010 году — 3, в 2015 году — 1 человек.
В мае 2019 года Радогощинское сельское поселение вошло в состав Ефимовского городского поселения.

## География
Деревня расположена в северо-восточной части района на автодороге Койгуши — Дмитрово.
Расстояние до деревни Радогощь — 20 км.
Расстояние до ближайшей железнодорожной станции Ефимовская — 36 км.
Деревня находится на южном берегу Белого озера.

## Демография
| 1997 | 2002 | 2007 | 2010 | 2017 |
| ---- | ---- | ---- | ---- | ---- |
| 3    | →3   | ↘2   | ↗3   | ↘1   |

### Национальный состав
Согласно данным Всероссийской переписи населения 2021 года в деревне проживали 2 человека, все русские.

## Инфраструктура
На 1 января 2017 года в деревне было зарегистрировано: домохозяйств — 1, проживающих постоянно — 1 человек.